# Акупрессурный мат
Акупрессурный мат (массажный коврик) — инструмент, использующийся в акупрессуре, разновидности альтернативной медицины. Состоит из игольчатых аппликаторов, расположенных на ткани и мягкой набивке. Автором заявляется его эффективность как профилактического и лечебного средства при болях в спине, жировых отложениях, а также нервном напряжении.

## История
Психолог Таня Зильбертер считает, что современный акупрессурный мат создал Иван Кузнецов, пытавшийся облегчить боль в спине и сделавший прототип «иппликатора Кузнецова» в 1979 году. Иппликатор Кузнецова лег в основу создания акупрессурных матов.

## Использование акупрессурного мата
Приверженцы акупунктуры считают, что акупрессурный мат можно использовать для увеличения тонуса организма, укрепления иммунитета, избавления от болей в спине и шейно-плечевом отделе, уменьшения жировых отложений, улучшения качества сна, снятия напряжения и усталости.
Теоретический базис акупунктуры строится на существовании необнаружимых «точек» и «меридианов», однако при массаже острыми предметами происходит выброс эндорфинов и окситоцинов.
Некачественные массажные элементы с неправильной заостренностью могут нанести вред здоровью, оставить на коже микротравмы.